# 伊图里河
伊图里河，位于中华人民共和国内蒙古自治区牙克石市北部，是图里河右岸支流（汇合后并流向根河），河名蒙古语意为“水清如镜”，发源于牙克石市喀喇其林场东北山顶，蜿蜒向西南流经伊图里河镇，于道木达以西汇入图里河。伊图里河也是额尔古纳河的主要支流，河长96.6千米，流域面积1122平方千米。年均径流量2.24亿立方米。伊图里河属于山溪性河流，天然降水充沛，加之林区涵养，河水稳定，终年流淌。上游地区森林茂密，建有伊图里河林业局。伊图里河源处于寒温带浅山林海之中，保持着原始的山水风貌，现已拟建为国家湿地公园。